# Arnarneshreppur
Arnarneshreppur era un municipio de Islandia situada el norte de la isla, en la región de Norðurland eystra. Pasó a formar parte de Hörgárbyggð en 2010. El nuevo conjunto es el actual municipio de Hörgársveit. En la localidad nacieron el poeta Davíð Stefánsson y el escritor Jón Sveinsson.